# پیت ایوانز
پیتر داریل «پیت» ایوانز (متولد ۱۹۷۳ در ملبورن) یک آشپز، نویسنده و شخصیت تلویزیونی استرالیا است.